# Kecamatan Sungei Beduk
Kecamatan Sungei Beduk är ett distrikt i Indonesien.   Det ligger i provinsen Kepulauan Riau, i den västra delen av landet, 900 km norr om huvudstaden Jakarta. Kecamatan Sungei Beduk ligger på ön Pulau Batam.